# Алексеевская (Вельский район)
Алексеевская — деревня в Вельском районе Архангельской области. Входит в состав муниципального образования «Верхнеустькулойское».

## География
Деревня расположена в южной части Архангельской области, в таёжной зоне, в пределах северной части Русской равнины, в 42 километрах на юго-восток от города Вельска, на левом берегу реки Кулой, притока Ваги. Ближайшие населённые пункты: на юго-востоке деревня Лиходиевский Погост, на севере деревня Лаптевская.
Часовой пояс
Алексеевская, как и вся Архангельская область, находится в часовой зоне МСК (московское время). Смещение применяемого времени относительно UTC составляет +3:00.

## Население
| 2002 | 2010 | 2012 | 2014 |
| ---- | ---- | ---- | ---- |
| 25   | ↗26  | ↗29  | ↘23  |

## История
Указана в «Списке населённых мест по сведениям 1859 года» в составе Вельского уезда (2-го стана) Вологодской губернии под номером «2610» как «Алексҍевская (Юрино)». Насчитывала 4 двора, 19 жителей мужского пола и 17 женского.
В материалах оценочно-статистического исследования земель Вельского уезда упомянуто, что в 1900 году в административном отношении деревня входила в состав Лиходиевского сельского общества Кулойско-Покровской волости. На момент переписи в селении Алексҍевское(Юково) находилось 10 хозяйств, в которых проживало 41 житель мужского пола и 33 женского.